# Nelly Sachs

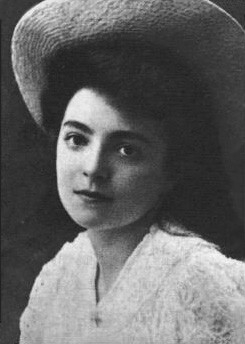
Nelly Sachs, 1910

Nelly Sachs (eigentlich Leonie Sachs; geboren am 10. Dezember 1891 in Schöneberg, gestorben am 12. Mai 1970 in Stockholm) war eine deutsch-schwedische jüdische Schriftstellerin und Lyrikerin. 1966 verlieh das Nobelpreiskomitee ihr – gemeinsam mit Samuel Joseph Agnon – den Nobelpreis für Literatur „für ihre hervorragenden lyrischen und dramatischen Werke, die das Schicksal Israels mit ergreifender Stärke interpretieren“.

## Leben

### Jugend

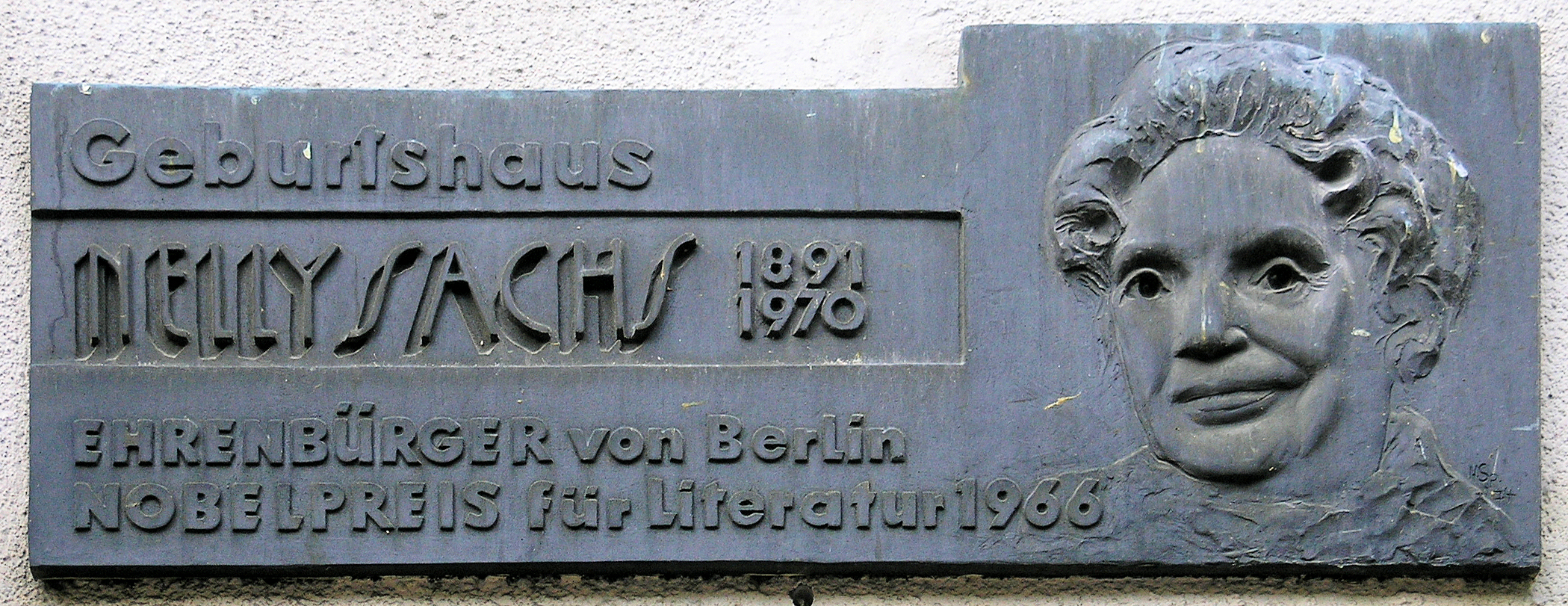
Gedenktafel an Nelly Sachs’ Geburtshaus in Berlin-Schöneberg, Maaßenstraße 12

Nelly Sachs kam 1891 im damals noch selbständigen Schöneberg als einziges Kind des Ingenieurs, Erfinders und Gummi- und Guttaperchawaren-Fabrikanten Georg William Sachs (1858–1930) und seiner Frau Margarete, geborene Karger (1871–1950), zur Welt. Sie wuchs in einer großbürgerlichen, assimilierten jüdischen Familie auf. In ihrer frühen Jugendzeit hatte sie den großen Wunsch, Tänzerin zu werden. Einige Jahre später begann dann ihre Leidenschaft für die deutsche Lyrik und das Schreiben von Gedichten. Aufgrund ihrer kränklichen Konstitution wurde sie zunächst drei Jahre von Privatlehrern unterrichtet, bevor sie 1903 in eine Höhere Töchterschule eintrat, wo sie fünf Jahre später ihr Einjähriges, das der Mittleren Reife entspricht, absolvierte.
Mit 15 Jahren war sie so fasziniert von Selma Lagerlöfs Debütroman Gösta Berling, dass sie mit der schwedischen Schriftstellerin in einen Briefwechsel eintrat, der über 35 Jahre andauerte.

### Erste Gedichte

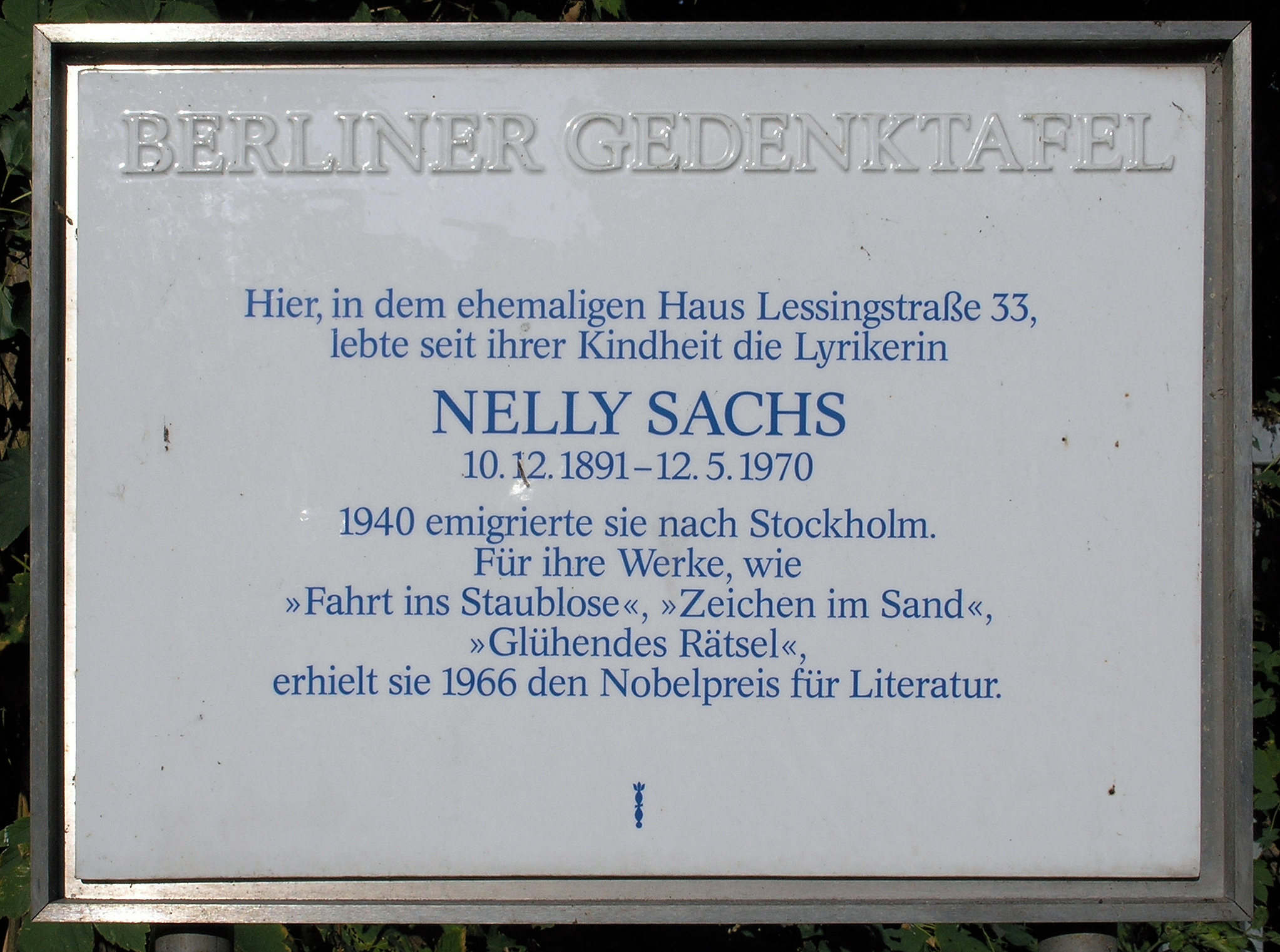
Berliner Gedenktafel im Hansaviertel, Lessingstraße 5, vor der Hansaschule

Erste Gedichte schrieb Nelly Sachs mit 17 Jahren. 1921 erschien mit Unterstützung des Schriftstellers Stefan Zweig ihr erster Gedichtband unter dem Titel Legenden und Erzählungen. Die frühen, melancholisch gefärbten Gedichte sind noch ganz von neoromantischen Einflüssen geprägt und kreisen um Motive aus Natur und Musik. Bei der Herausgabe ihrer gesammelten Werke nahm Nelly Sachs diese Gedichte später jedoch nicht mit auf.
Sie lebte mit ihren Eltern zurückgezogen und nahm wenig am gesellschaftlichen Leben der 1920er Jahre teil. Gegen Ende des Jahrzehnts wurden ihre Gedichte in verschiedenen Berliner Zeitungen gedruckt, darunter in der Vossischen Zeitung, dem Berliner Tageblatt und der Zeitschrift Jugend. Kritik und Publikum erkannten ihre Lyrik gleichermaßen an. Frühere Gedichte mit eher experimentellem Charakter und einem die traditionellen Wege verlassenden, schwerer verständlichen Stil hatte die Dichterin hingegen wieder vernichtet.

### Zeit des Nationalsozialismus
Nach jahrelanger Krebserkrankung starb ihr Vater 1930, woraufhin Nelly Sachs mit ihrer Mutter in ein Mietshaus in der Lessingstraße im Berliner Hansaviertel umzog, das noch in mütterlichem Besitz war. Der Tod des geliebten Vaters war ein einschneidender Verlust für die Tochter, den sie bis an ihr Lebensende nie verwunden hat. Ende der 1930er Jahre hatten alle Mitglieder der Familie, solange dies noch möglich war, bis auf ihre Cousine Vera Sachs, Berlin verlassen. Freunde und Bekannte wurden drangsaliert, viele waren aus dem Land gedrängt worden, so dass auch ein geistiges Leben (beispielsweise im Kulturbund Deutscher Juden) zunehmend unmöglich geworden war. So lebten Mutter und Tochter möglichst unauffällig und zurückgezogen. Es war, wie sie selbst aus der Rückschau konstatierte, ein „Leben unter Bedrohung“, und sie verspürte in sich als „höchsten Wunsch auf Erden: Sterben ohne gemordet zu werden.“
Nelly Sachs blieb unverheiratet, nachdem eine Liebesbeziehung zu einem geschiedenen Mann vom Vater unterbunden worden war. Allerdings hielt sie die Beziehung zu dem namentlich nicht bekannten Mann vermutlich über Jahrzehnte aufrecht. Dieser Mann wurde auf Grund seiner Affinität zum Widerstand und wegen seiner Liaison mit einer Jüdin verhaftet und gefoltert. Wiederholt wurde Sachs zu Gestapo-Verhören einbestellt. Das unmittelbare Miterleben seines Martyriums war für Nelly Sachs, die ihn „zu Tode getroffen zusammenbrechen“ sah, traumatisch. In späteren Gedichten ist mehrfach von einem „Bräutigam“ die Rede, der in einem Konzentrationslager umgekommen sei. Einzelheiten zur Person und zum Tod des geliebten Mannes wurden von der Dichterin jedoch nie öffentlich preisgegeben.
In dieser Zeit begann sie auch, sich mit ihrer jüdischen Herkunft auseinanderzusetzen. Aufgewachsen in einer liberal-jüdischen Familie, suchte sie in den Jahren äußerer Bedrohung und seelischer Not den Zugang zur ursprünglichen Religion ihrer Herkunftsfamilie. Die Buber-Rosenzweig-Übersetzung des „Jesaia“ (1929 erschienen) eröffnete ihr bis dahin unbekannte Dimensionen der Bibel. Sie findet in diesem Text ihre ganze „Hoffnung auf das geistige Israel und dessen spirituellen Auftrag“ wieder. Von einer Freundin erhielt sie Martin Bubers Legenden des Baal-schem und fand darin seelische Hilfe. In späteren Jahren verband sie in ihrem Denken dieses jüdische Gedankengut mit der Ideenwelt auch nicht-jüdischer Mystiker.

### Flucht nach Schweden
Erst spät entschloss sich Nelly Sachs, mit ihrer Mutter aus Deutschland zu fliehen. Ihre Freundin Gudrun Harlan (spätere Gudrun Dähnert), eine Nichte des Schriftstellers und Dramaturgen Walter Harlan, reiste im Sommer 1939 nach Schweden, um Hilfe von Selma Lagerlöf für ein schwedisches Visum zu erbitten. Es gelang ihr, ein Empfehlungsschreiben von Lagerlöf zu erhalten, mit dem sie sich an den „Malerprinzen“ Eugen, einen Bruder des schwedischen Königs, wandte, der sie schließlich unterstützte. Nach monatelangen bürokratischen Hemmnissen konnten Nelly Sachs und ihre Mutter im Mai 1940 buchstäblich im letzten Moment – der Befehl für den Abtransport in ein Lager war bereits eingetroffen – mit einem Flugzeug Deutschland Richtung Stockholm verlassen. Lagerlöf war bereits gestorben, bevor Sachs in Schweden eintraf.
In Schweden lebten die beiden Frauen unter ärmlichen Verhältnissen in einer Einzimmerwohnung im Süden Stockholms. Nelly Sachs kümmerte sich um ihre alte Mutter und arbeitete zeitweise als Wäscherin, um zum Lebensunterhalt beizutragen. Die schwedische Staatsbürgerschaft erhielt Nelly Sachs allerdings erst im Jahr 1953. Sie begann, Schwedisch zu lernen und moderne schwedische Lyrik ins Deutsche zu übersetzen. Mit dieser Übersetzungsarbeit erreichte ihre eigene sprachliche Ausdruckskraft völlig neue Qualitäten und entwickelte sich weg vom früheren romantischen Stil. An der von ihr in die deutsche Sprache übertragenen Lyrik von Edith Södergran, Karin Boye, Johannes Edfelt, Hjalmar Gullberg, Anders Österling und Pär Lagerkvist reiften ihre Gedichte und erreichten jenes hohe Niveau, das Nelly Sachs bis heute ihre bedingungslose künstlerische Anerkennung garantiert: „Diese starke, an der unerbittlichen nordischen Natur geformte Sprache und diese unbedingte Wahrhaftigkeit der Aussage, die keine Gefühligkeit und Stimmung erlaubt, dafür aber Dissonanzen zulässt, bewirken bei ihr eine Katharsis.“ Umgeben von Menschen, die Schwedisch sprachen und mit denen sie nur in deren Muttersprache kommunizieren konnte, wurde sie, wie Hans Magnus Enzensberger es formulierte, auf die deutsche Sprache „als einzige Heimat zurückverwiesen“. Die Gedichte von 1943/1944, die später in der Sammlung In den Wohnungen des Todes erscheinen sollten, enthalten Bilder von Schmerz und Tod, sind eine einzige Todesklage für ihr gequältes Volk. Neben den Gedichten entstanden in den 1940er Jahren die zwei Dramen Eli und Abram im Salz.

### Nachkriegsjahre

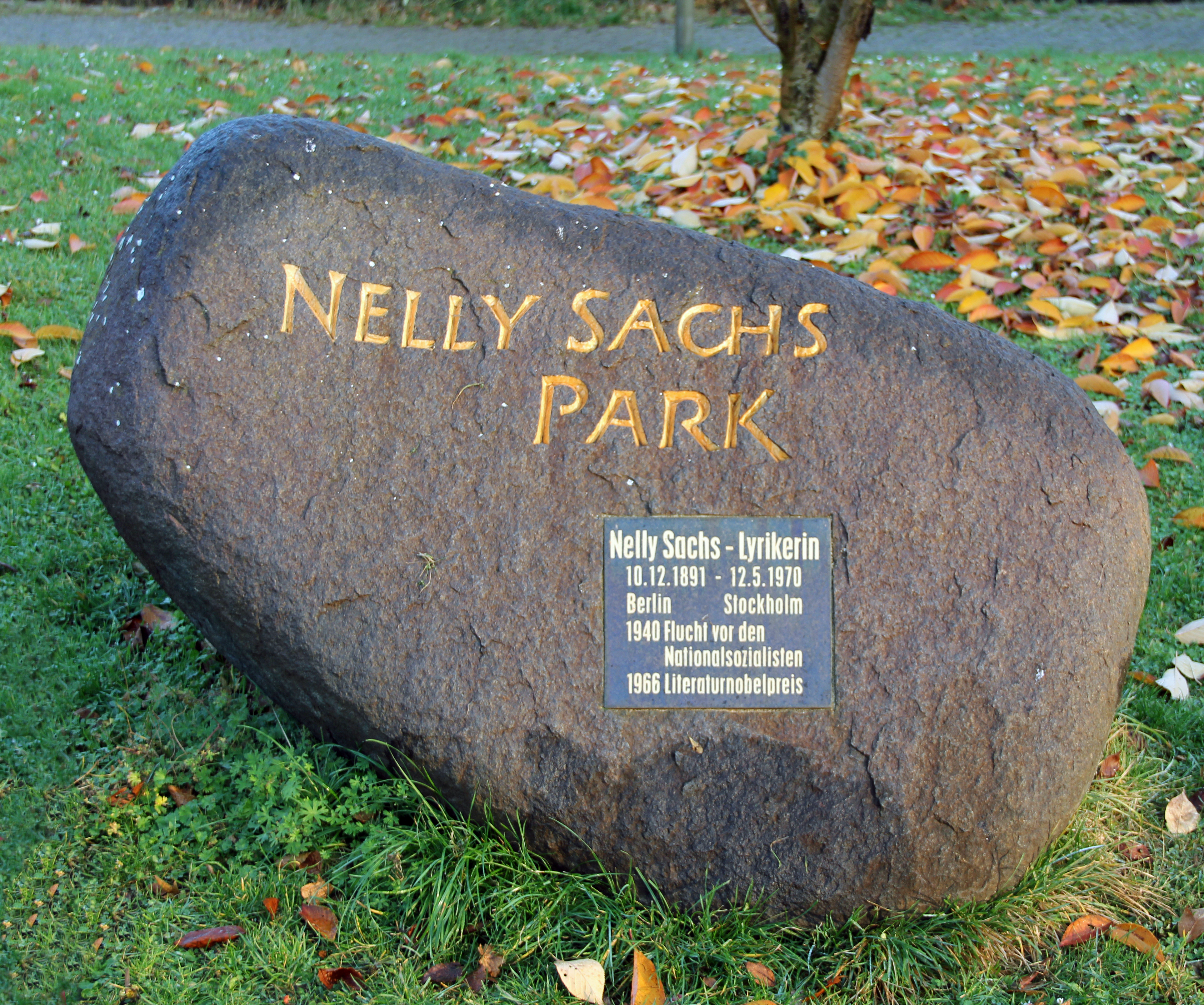
Gedenkstein im Nelly-Sachs-Park, Berlin-Schöneberg

In der Nachkriegszeit schrieb Nelly Sachs weiterhin mit einer hochemotionalen, herben, aber dennoch zarten Sprache über das Grauen des Holocaust. Ihr Biograf Walter A. Berendsohn nannte die Gedichte 1946 „klagend, anklagend und verklärend“. Nelly Sachs ist „die erste Schriftstellerin, welche die Schornsteine von Auschwitz zum Thema ihrer Verse machte“:

„O die Schornsteine
Auf den sinnreich erdachten Wohnungen des Todes,
Als Israels Leib zog aufgelöst in Rauch
Durch die Luft –
Als Essenkehrer ihn ein Stern empfing
Der schwarz wurde
Oder war es ein Sonnenstrahl?“

Die beiden Bände In den Wohnungen des Todes (1947) und Sternverdunkelung (1949) wurden zunächst in Ost-Berlin auf Betreiben Johannes R. Bechers veröffentlicht; weder in der Schweiz noch in den westlichen Zonen Deutschlands wurden Gedichte von Nelly Sachs gedruckt. Noch 1949 wurde der zweite Gedichtband Sternverdunkelung, in Amsterdam verlegt, von der Kritik zwar gelobt, in der jungen Bundesrepublik jedoch kaum gelesen. In der DDR-Zeitschrift Sinn und Form erschienen einige ihrer Texte. Die finanzielle Misere für Sachs und ihre Mutter dauerte an, so dass sie weiterhin mit Übersetzungen ein Auskommen suchte.
Anfang 1950 starb die Mutter von Nelly Sachs, was sie psychisch schwer traf. In den 1950er Jahren begann sie eine Korrespondenz mit Paul Celan, den sie 1960 auch in Paris besuchte. Mit ihm fühlte sie sich in Art einer „Schicksals- und Seelenverwandtschaft“ verbunden, zu der Peter Hamm urteilte: „Dichtung war für beide ein über den Abgrund der Vergangenheit gespanntes Rettungsseil aus nichts als Worten.“ Nach Ansicht von Jacques Schuster gibt es im deutschsprachigen Raum überhaupt nur zwei Schriftsteller, „die es vermochten, das jüdische Schicksal in Worte zu fassen: Paul Celan und Nelly Sachs“.

### Zeit der Anerkennung
Gegen Ende des Jahrzehnts, nach Jahren der Isolation, wurde sie mit ihrem Werk schließlich auch im gesamten deutschsprachigen Raum zur Kenntnis genommen. Und niemand weiß weiter und Flucht und Verwandlung, Gedichtbände mit Einflüssen des französischen Surrealismus, erschienen 1957 und 1959 in Hamburg, München und Stuttgart. Das Mysterienspiel Eli wurde 1959 als Hörspiel beim Südwestfunk ausgestrahlt. Nelly Sachs wurde von der jungen Literaturwelt der Bundesrepublik „entdeckt“.
Ehrengabe des Kulturkreises der deutschen Wirtschaft
Aus Deutschland erhielt sie eine erste Anerkennung als Lyrikerin, durch die Ehrengabe des Kulturkreises der deutschen Wirtschaft im Bundesverband der Deutschen Industrie, sie wurde ihr 1959 noch in Abwesenheit verliehen. 1957 nahmen die Deutsche Akademie für Sprache und Dichtung in Darmstadt, 1960 die Freie Akademie der Künste in Hamburg Nelly Sachs als Mitglied auf. Nelly Sachs wollte nicht zurück nach Deutschland, zu groß war immer noch ihre Angst. Auch zeigten sich Anzeichen einer psychischen Krankheit, und nachdem sie 1960 zur Verleihung des Meersburger Droste-Preises das erste Mal seit zwanzig Jahren Deutschland betreten hatte, brach sie nach ihrer Rückkehr nach Schweden zusammen. Insgesamt verbrachte sie drei Jahre in einer Nervenheilanstalt bei Stockholm.
Nelly-Sachs-Preis
Die Stadt Dortmund stiftete 1961 den Nelly-Sachs-Preis und verlieh ihn der Namensgeberin.
Friedenspreis des Deutschen Buchhandels
Als erste Frau erhielt sie 1965 den Friedenspreis des Deutschen Buchhandels, was sie erneut zu einer Reise nach Deutschland veranlasste.
Literaturnobelpreis
An ihrem 75. Geburtstag erhielt Nelly Sachs am 10. Dezember 1966 zusammen mit Samuel Joseph Agnon den Literaturnobelpreis aus der Hand des schwedischen Königs Gustavs VI. Adolf. Ihre kurze Dankesrede hielt sie auf Deutsch, dabei zitierte sie ein eigens für diese Zeremonie geschriebenes Gedicht, in dem es heißt:

„An Stelle von Heimat
halte ich die Verwandlungen der Welt“

Ihr Preisgeld verschenkte sie zur Hälfte an Bedürftige, die andere Hälfte ging an ihre alte Freundin Gudrun Harlan. Sie selbst zog sich in ihren letzten Jahren wieder von der Öffentlichkeit zurück. 1967 musste sie eine geplante Israel-Reise auf Anraten des Arztes absagen, setzte sich aber in einem öffentlichen Telegramm für den Empfang von Günter Grass durch den israelischen Schriftstellerverband in Jerusalem ein. Ihr psychisches Leiden führte zu einem weiteren Aufenthalt in der Nervenklinik.
Seit den frühen 1960er Jahren finden sich Vertonungen ihrer Gedichte, vorzugsweise im deutschsprachigen Raum. Namhafte Komponisten fühlten sich von ihrer subtil-expressiven Sprache und von den Metaphern und Bildern der Texte zu ausdrucksstarker Musik angeregt und eröffneten mit ihren Liedern und Instrumentalklängen öffentlichkeitswirksame Präsentationsformen für die Lyrik. Aufgewachsen in einem musikliebenden Elternhaus, hatte Nelly Sachs seit ihrer Kindheit eine besondere Affinität zur Musik. Im Jahr der Nobelpreisverleihung hat sie selber davon gesprochen, dass sich das Wort „nach seiner Ausatmung in Mimus und Musik“ verlängere, dass die Ausatmung des Worts schon Musik sei. Ihr Drama Abram (1944–1956) trägt den Untertitel Ein Spiel für Wort – Mimus – Musik, und in einem ihrer späten Gedichte heißt es über das Lied, es sei „das gesegnete Wort entführend / vielleicht zurück zu seinem magnetischen Punkt / der Gottdurchlässig ist“. Nicht zuletzt durch die Vertonungen ihrer Lyrik und szenischen Dichtungen wurde im Kulturleben die Auseinandersetzung mit der Thematik von Judenvernichtung und Holocaust in Gang gesetzt.
1969 unternahm Paul Kersten einen ersten Versuch, Nelly Sachs aus der Rolle einer „Leidens- und Wiedergutmachungsfigur“ zu befreien, in welche die meisten der seiner Meinung nach „deutungsbesessenen Nelly-Sachs-Interpreten“ die Dichterin gezwängt hatten, und korrigierte damit das Bild, welches sich in der Öffentlichkeit bis dahin herausgebildet hatte. In einer umfangreichen „vom Wortmaterial ausgehenden Analyse“ untersuchte er die semantischen Strukturen der Gedichte und vermochte die Metaphorik der Texte zu entschlüsseln. Nicht zuletzt durch diesen Forschungsbeitrag wurde die Qualität des künstlerischen Schaffens von Nelly Sachs offenkundig.

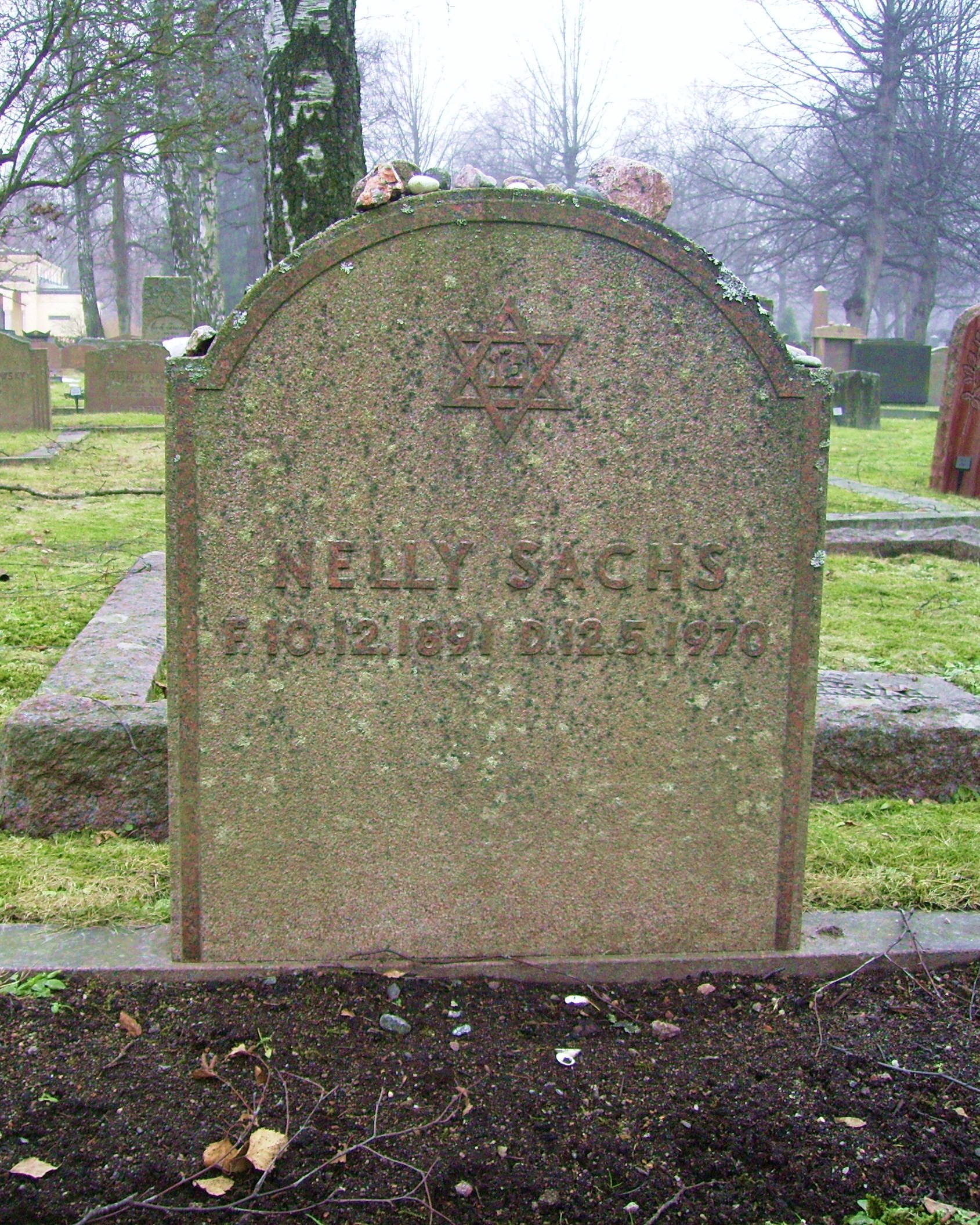
Das Grab von Nelly Sachs in Stockholm

#### Ehrenbürgerwürde von Berlin
Am 14. Juli 1967 wurde sie zur Ehrenbürgerin ihrer Heimatstadt Berlin ernannt.

### Tod
Nelly Sachs starb am 12. Mai 1970 in einem Stockholmer Krankenhaus an einer Krebserkrankung, am Tag von Paul Celans Beerdigung. Sie ist auf dem jüdischen Friedhof des Norra begravningsplatsen von Solna im Norden von Stockholm beigesetzt. Ihre Privatbibliothek befindet sich heute in der Königlichen Bibliothek in Stockholm.

## Ehrungen
- Nach Nelly Sachs wurde das jüdische Altenwohn- und Pflegeheim Nelly-Sachs-Haus in der Nelly-Sachs-Straße in Düsseldorf-Stockum (nach Hans Bender [FAZ 5. Januar 1988] durch Mitwirken der Heimbewohnerin [1973–1988] Rose Ausländer), die Nelly-Sachs-Integrierte Gesamtschule in Worms und – schon vor der Verleihung des Literaturnobelpreises – das Nelly-Sachs-Gymnasium in Neuss benannt, bis zu einer Schulzusammenlegung auch die Nelly-Sachs-Oberschule in Berlin. Straßen in verschiedenen deutschen Ortschaften tragen ihren Namen, darunter in Aachen[21], Dortmund, Erftstadt, Erlangen, Freiburg, Langenfeld, Leverkusen, Lüneburg, Niederkassel, Ostfildern, Plettenberg, Ratingen, Ulm, Bruchsal und Berlin-Hellersdorf.[22]

- 1991 gab die Deutsche Bundespost zu ihrem 100. Geburtstag eine Sondermarke im Wert von 100 Pfennig heraus.
- auf dem Berliner Koppenplatz wurde 1996 eine Skulptur des Künstlers Karl Biedermann Der verlassene Raum aufgestellt, den ein Fries mit Versen aus der 1947 erschienenen Gedichtsammlung von Nelly Sachs einrahmt.[23]
- Am 9. Mai 2001 wurde der Asteroid (18396) Nellysachs nach ihr benannt.[24]
- 2001 erschien eine Briefmarke der Deutschen Post zu ihren Ehren in der Serie Frauen der Deutschen Geschichte im Wert von 300 Pfennig bzw. 153 Cent.
- Am 7. April 2016 wurde von der Bundesrepublik Deutschland aus Anlass des 125. Geburtstages eine 20-Euro-Silbergedenkmünze herausgegeben, welche die Titelzeile ihres Gedichts „Kommt einer von ferne“ enthält.
- Im April 2016 hat die Deutsche Post zum 125. Geburtstag eine Sonderbriefmarke im Wert von 70 Cent herausgegeben.
- Im Dezember 2018 wurde sie zum 127. Geburtstag von der Suchmaschine Google mit einem Doodle auf der deutschen Startseite geehrt.[25]

## Werke

### Sammel- und Werkausgaben
- In den Wohnungen des Todes. Mit Zeichnungen von Rudi Stern. Aufbau-Verlag, Berlin 1947.
- Sternverdunkelung. Gedichte. Bermann-Fischer/Querido, Amsterdam 1949.
- Eli. Ein Mysterienspiel vom Leiden Israels. Forssell, Malmö 1951 (Einmalige Auflage von 200 nummerierten und von der Dichterin signierten Exemplaren)
- Die Leiden Israels. 1951
- Und niemand weiß weiter. Gedichte. 1957
- Flucht und Verwandlung. Gedichte 1959
- Fahrt ins Staublose. Gedichte. Suhrkamp, Frankfurt a. M. 1961.
  - Daraus Chor der Geretteten. In: Andreas Lixl-Purcell (Hrsg.): Erinnerungen deutsch-jüdischer Frauen 1900–1990. Reclam, Leipzig 1992, ISBN 3-379-01423-0, S. 380 f.
- Zeichen im Sand. Die szenischen Dichtungen. Suhrkamp, Frankfurt a. M. 1962.
- Das Buch der Nelly Sachs. Herausgegeben von Bengt Holmqvist. Suhrkamp, Frankfurt a. M. 1968 (Neuauflage 1977).
- Suche nach Lebenden. Suhrkamp, Frankfurt a. M. 1971 (Neuauflage 1988).
- Ausgewählte Gedichte. 1963
- Glühende Rätsel. Insel, Frankfurt am Main 1964/1968 (erweiterte Ausgabe).
- Landschaft aus Schreien. 1966
- Teile dich Nacht. Gedichte. 1971
- Gedichte. 1977
- Frühe Gedichte und Prosa. 1983
- Nelly Sachs – Werke. Kommentierte Ausgabe in vier Bänden.[26]
  - Band I: Gedichte 1940–1950. Herausgegeben von Matthias Weichelt. Suhrkamp, Berlin 2010, ISBN 978-3-518-42156-7.
  - Band II: Gedichte 1951–1970. Herausgegeben von Ariane Huml und Matthias Weichelt. Suhrkamp, Berlin 2010, ISBN 978-3-518-42157-4.
  - Band III: Szenische Dichtungen. Herausgegeben von Aris Fioretos, Suhrkamp, Berlin (erscheint Januar 2011), ISBN 978-3-518-42189-5.
  - Band IV: Prosa und Übertragungen. Herausgegeben von Aris Fioretos. Suhrkamp, Berlin 2010, ISBN 978-3-518-42190-1.
- Gedichte. Herausgegeben von G. H. H., hochroth Verlag, Berlin 2010, ISBN 978-3-942161-02-2.

### Briefe
- Ruth Dinesen, Helmut Müssener (Hrsg.): Briefe der Nelly Sachs. Suhrkamp, Frankfurt a. M. 1984, ISBN 3-518-04589-X.
- Barbara Wiedemann (Hrsg.): Paul Celan – Nelly Sachs. Briefwechsel. Suhrkamp, Frankfurt a. M. 1993, ISBN 3-518-40521-7 (1996 als Suhrkamp-Taschenbuch Bd. 2489, ISBN 3-518-38989-0).[27]
- Bernhard Albers (Hrsg.): Karl Schwedhelm – Nelly Sachs. Briefwechsel und Dokumente. Rimbaud, Aachen 1998, ISBN 3-89086-856-8 (= Karl Schwedhelm: Gesammelte Werke, Bd. 6).
- Ingeborg Bachmann, Marie Luise Kaschnitz, Hilde Domin, Nelly Sachs: „Über Grenzen sprechend“. Die Briefwechsel. Herausgegeben von Barbara Agnese. Mit einem Vorwort von Hans Höller. Piper, München; Suhrkamp Berlin 2023, ISBN 978-3-518-42609-8.

## Vertonungen (chronologisch)
- Der schwedische Komponist Moses Pergament schuf eine Oper auf der Grundlage von Eli (1958/59).
- Heinz Holliger schrieb zwischen 1961 und 1965 (UA 1970) den „Versuch eines Ausbruchs für zwei Menschen und zwei Marionetten“ Der magische Tänzer und 1964 (UA) den Zyklus Glühende Rätsel für Mezzosopran und Ensemble.
- Eva Schorr komponierte Fünf Lieder nach Nelly Sachs (1962).
- Texte von Nelly Sachs bilden die Grundlage der Kantate Und immer für Sopran, neun Instrumente und Schlagzeug des Komponisten Günter Friedrichs (1962/63).
- Walter Steffens vertonte drei Gedichte von Nelly Sachs in seinem Symphonischen Fragment für Alt, Männerchor und Orchester (1962). Texte von Nelly Sachs verwendete er auch in Neue Gleichnisse für Sopran, Flöte, Klarinette und Viola (1967). Eli nach dem gleichnamigen Werk von Nelly Sachs ist der Titel einer Oper von Walter Steffens (UA Dortmund 1967). Ming I [Verwundung des Hellen] ist der Titel eines auf Textvorlagen von Elfriede Szpetecki und Nelly Sachs basierenden Klavierquartetts (1975). Nelly Sachs’ Gedicht Völker der Erde ist Teil des gleichnamigen fünfsätzigen Zyklus für Mezzosopran und Klavier (UA Brakel 1997).
- Texte von Nelly Sachs bilden die Grundlage einer Cantata da Camera für Sopran und acht Instrumente (1964) des italienischen Komponisten Boris Porena.
- Wladimir Rudolfowitsch Vogel schrieb Fünf Lieder für Alt und Streichtrio (1965) nach Gedichten von Nelly Sachs.
- Helmut Bornefeld vertonte Texte von Nelly Sachs in Psalm der Nacht für Sopran und Orgel (1965) sowie in Todesblumen für Mezzosopran, Flöte und Violoncello (1981).
- Verdina Shlonsky schrieb unter dem Titel Glühende Rätsel fünf Lieder nach Gedichten von Nelly Sachs für mittlere Singstimme und Orchester (1966).
- Textfragmente von Nelly Sachs wurden vertont von Friedhelm Döhl in Melancolia – Magische Quadrate für Orchester, Chor und Sopransolo (1967/68). Auch in Requiem 2000 (Atemwende) (2000) und dessen Variante Sternverdunkelung für Chor/Doppelchor, Bariton, Orgel und Orchester (2009) fanden Texte von Nelly Sachs ihre kompositorische Umsetzung.
- Robert Christian Bachmann vertonte das Gedicht O die Schornsteine in seinem gleichnamigen Werk für Singstimme und Orchester im Jahre 1967. Das Werk wurde anlässlich des St.-Gellert-Festivals 2011 in der aktualisierten Szegediner Fassung mit Lisa Fornhammar und der St.-Gellért-Akademie unter Yoon Kuk Lee in Szeged uraufgeführt.[28]
- Heinz Winbeck bearbeitete Glühende Rätsel zu einem Liederzyklus für Bariton und Klavier (1970).
- Peter Ruzicka schrieb auf der Grundlage von Nelly Sachs’ Gedichten Ausgeweidet die Zeit – Drei Nachtstücke für Klavier (1971).
- Hermann Reutter komponierte 4 Lieder nach Nelly Sachs (1972).
- Texte von Nelly Sachs bilden die Grundlage von Psalm der Nacht für 16 Sängerinnen, zwei Männerchöre, Schlagwerk und Orgel von Udo Zimmermann (1976).
- Isang Yun schuf nach drei Gedichten von Nelly Sachs den Liedzyklus Teile dich Nacht für Sopran und Kammerensemble (1980). Weitere Werke nach Texten von Nelly Sachs sind O Licht für gemischten Chor, Violine und Schlagzeug (1981) sowie Der Herr ist mein Hirte für gemischten Chor und Posaune (1981). Yuns fünfte Sinfonie für Bariton und Orchester (1987) ist in allen fünf Sätzen nach Texten von Nelly Sachs komponiert.
- Lowell Liebermann schrieb Sechs Lieder nach Gedichten von Nelly Sachs für Sopran und Klavier op. 14 (1985).
- Eine der späten szenischen Dichtungen von Nelly Sachs diente als Textvorlage für Annette Schlünz’ szenisch aufzuführendes Werk Abschieds-Schaukel für Sopran, Bariton, eine Tänzerin, 22 Chor-Solisten und Orchester (1985); daraus: Teil II für Sopran, Mezzosopran und Klavier (bearb. 2016).
- Sachs’ Gedicht Wir sind so wund wurde für den Konzertzyklus aus 17 Musikstücken für 2 Blockflöten, Chitarrone, Viola da Gamba und Cembalo und 16 Texten über das Exil Von der schwarzen Erde dieser Welt (1992) von dem Komponisten Friedemann Schmidt-Mechau verwendet.
- Auch die von Jörg Herchet geschaffene Oper Nachtwache für 22 Solisten, Sprecher, Chor und Orchester beruht auf Texten von Nelly Sachs (1993).
- Von Felicitas Kukuck stammen die beiden Motetten für gemischten Chor nach Texten von Nelly Sachs O der weinenden Kinder Nacht (1993/94) und O die Schornsteine auf den sinnreich erdachten Wohnungen (1994.)
- Wolfgang Rihm vertonte zwei Gedichte von Nelly Sachs in seinem Werk Memoria – drei Requiembruchstücke für Knabenstimme, Alt, Chor und Orchester (1994/2004). Das Werk wurde anlässlich der Einweihung des Holocaust-Mahnmals in Berlin uraufgeführt. Ein weiterer Liedzyklus Drei Gedichte von Nelly Sachs für Mezzosopran und Klavier entstand 2016.
- Anatol Stefan Riemer komponierte unter dem Titel Nachrufe auf die Vergessenen einen siebenteiligen Liedzyklus für Mezzosopran, Flöte, Violoncello, drei Bratschen und kleine Trommel nach Texten von Nelly Sachs in Form eines Requiems. Die jüngste Darbietung des 1994 uraufgeführten Werkes fand 2018 im Rahmen eines Konzertes zum Gedenken an die Opfer des Nationalsozialismus an der Goethe-Universität in Frankfurt am Main statt.[29]
- Peter Michael Hamel verwendete einen Text von Nelly Sachs im 3. Satz (Chor der Geretteten) seines Chorzyklus Oh, Erde (1995).
- Thomas Blomenkamp schuf auf der Grundlage von Sachs-Texten den Zyklus … wenn ich den Sand in den Mund nehme … (1998).
- Anne Tübinger vertonte für den Zyklus Wo es auch sei das Gedicht Völker der Erde (2000).[30][31]
- Friedhelm Döhl verwendete Texte von Nelly Sachs in Requiem (Atemwende) für Soli, Chor, Orgel, Blasinstrumente und Schlagzeug (2000).
- Leo Nadelmann schrieb sieben Lieder für Sopran und kleines Orchester unter dem Titel Grabschriften in die Luft geschrieben (Copyright 2001).
- Karin Rehnqvist, Teile dich Nacht, für gemischten Chor und Sopran (2002), Gehrmans Musikförlag.
- Alfons Karl Zwicker schrieb Erinnerung an Nelly Sachs für Sopran und Ensemble (1999) sowie unter Verwendung von Texten Nelly Sachs’ die Landschaft aus Schreien für Mezzosopran und Klavier (2003).
- Eine Studie über Nelly Sachs für Sopran und Instrumente schuf Gerald Eckert (2008).
- Marco Pütz vertonte in seinem Werk …dann wachsen Flügel Deinen Worten… (für Solo-Cello, Blasorchester und Kinderchor) die Gedichte  Lange schon  und  Der gekennzeichnete Mensch  (aus dem Gedichtszyklus  In den Wohnungen des Todes  von 1947). Das 4-sätzige Werk beschreibt 5 Zeichnungen des weißrussischen Malers Zinovii Tolkatchev (1903–1970) über die Befreiung des KZ Auschwitz. (2009)
- Johannes Conen verwendete Texte von Nelly Sachs in neuartiger Darbietungsform in Herzkeime für Schauspiel, Gesang und Gitarrenklänge (2011).
- Gedichte von Nelly Sachs finden sich auch in dem Textbuch zu dem Drama König der Nacht für Sprecher, drei Soli, großes Orchester und Zuspielelektronik von Jan Müller-Wieland (2013/14).
- Klaus Hinrich Stahmer schrieb Inschrift der Vergänglichkeit – In memoriam Nelly Sachs für Klavier solo (2016).
- Alexander Muno schrieb Vier Grabschriften von Nelly Sachs für Sopran und Klavier (2016).
- Bernd Johannes Wolf: Des Bösen gelbe Schwefellichter, eine Kammeroper als musikalischer Stolperstein zum Gedenken an die Pogromnacht 1938, für Sopran, Mezzosopran und Bass sowie eine solistische Instrumentalbesetzung mit jeweils drei Holzblas- und Streichinstrumenten plus Klavier und Schlagwerk (2023). Libretto teilweise basierend auf Texten von Nelly Sachs (Auszüge aus Chor der Sterne, Chor der Geretteten und Leben unter Bedrohung).
- Der schwedische Musiker Lachen Jonsson veröffentlichte eine CD mit dem Titel Exilens Sånger & Förvandlingar (Songs of Exile and Metamorphosis), auf der er Gedichte von Nelly Sachs teils in deutscher teils in schwedische Sprache mittels eigener Kompositionen vertonte. Einige dieser vertonten Gedichte sind bereits in den 1990er Jahren im Rahmen von zu Ehren der Autorin veranstalteten Theateraufführungen verwendet worden. (2024)